# Felice Boscaratti
Felice Boscaratti, a volte trascritto anche come Boscarati o Boscarato (Verona, 1721 – Venezia, 1807), è stato un pittore italiano.
Allievo di Pietro Rotari e di Matteo Brida, divenne presto un pittore e insegnante. Si trasferì a Vicenza ma lavorò spesso anche nella sua città natale. Tra le sue opere ricordiamo i santi Ignazio e Bonaventura nella cappella Canossa nella chiesa di San Bernardino a Verona e le tele il sogno di Elia e il sacrificio di Melchisedech collocate nel transetto della chiesa dei Santi Nazaro e Celso sempre a Verona. Le sue opere furono riprodotte da incisori come Domenico Cunego.